# Codex Porphyrianus

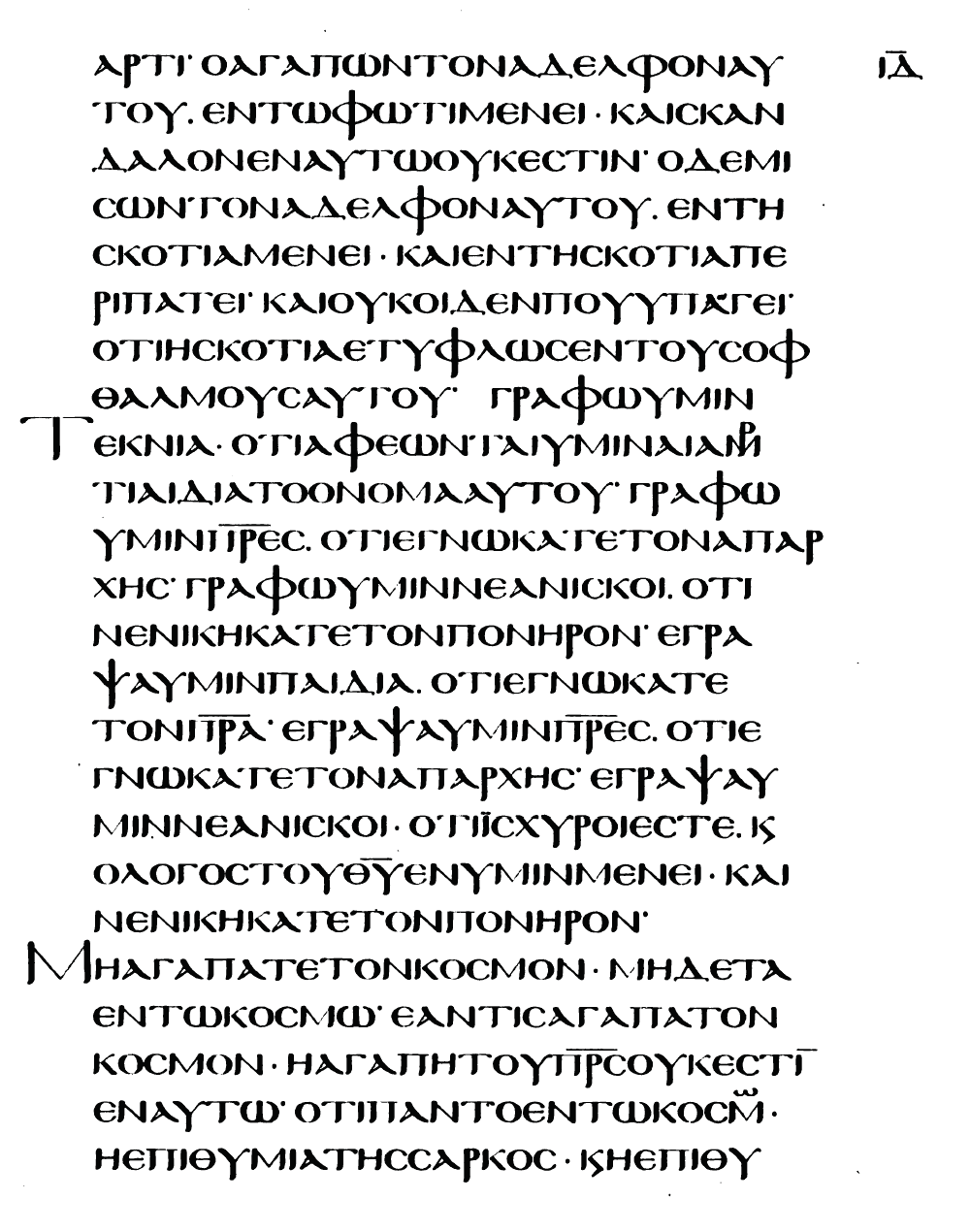
1 Juan 2,9-16

El Codex Guelferbytanus A (Wolfenbüttel, Herzog August Bibliothek (Weissenburg 64); Gregory-Aland no. Papr o 025; α 3 Soden) es un manuscrito uncial del siglo IX. El códice contiene los Hechos de los Apóstoles, Epístolas paulinas, Apocalipsis de San Juan.
El códice consiste de un total de 327 folios de 16 x 13 cm. El texto está escrito en una dos columnas por página, con entre 24 líneas por columna.
Lagunas
Hechos 1,1-2,13; Romains 2,16-3,4; 8,32-9,10; 11,23-12,1; 1 Corinthiens 7,15-17; 12,23-13,5; 14,23-39; 2 Corinthiens 2,13-16; Colossiens 3,16-4,8; 1 Tessaloniciens 3,5-4,17; 1 Juan 3,20-5,1; Jude 4-15; Apocalipsis 16,12-17,1; 19,21-20,9; 22,6-fin.